# Ninoska Vásquez
Pour les articles homonymes, voir Vásquez (homonymie).
 (octobre 2017).
Ninoska Vásquez (née le 25 août 1992 à Barquisimeto) est une mannequin et reine de beauté du Venezuela remportant les titres Miss Tourism Univers 2014 et Miss Venezuela Earth 2017. Vásquez était représentante du Venezuela au concours Miss Terre 2017.

## Biographie
Ninoska Vásquez a été sélectionnée pour être l'une des 26 candidates du concours Miss Venezuela Earth. Vásquez a participé à la première édition du concours de beauté écologique du pays, qui a eu lieu à l'hôtel Intercontinental Tamanaco de Caracas, représentant l'État de Lara d'où elle est originaire. Elle a été couronnée Miss Venezuela Earth 2017 par les directeurs du concours national, Alyz Henrich et le Prince Julio César. Elle pouvait donc participer au concours international écologique de Miss Terre, aux Philippines.